# 北圻步枪队

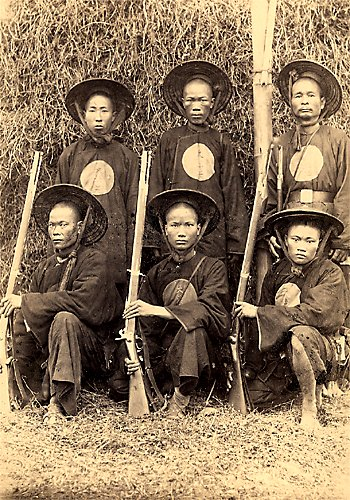
曾经是黑旗军后来转而听命于法国军官的士兵, 1884年夏

北圻步枪队是一支于1884年组建的北圻轻步兵部队，以支持北圻远征军团的军事行动。在从海军陆战队借调的法国军官的带领下，北圻步兵在中法战争期间与中国人进行了多次交战，并在随后的法国平定北部期间参加了平息越南叛乱分子的远征。法国人还从安南和柬埔寨组织了类似的土著步兵部队。所有三类土著士兵在越南均被稱为“习兵”（Lính tập，喃字: 𠔦習) 。

## 背景
在1873年弗朗西斯·卡尼尔（Francis Garnier）在北圻（Tonkin）的军事行动期间，法国人组织了临时性的北圻民兵组织，他们中许多人对嗣德帝的统治缺乏忠诚。 这些单位只存在了几个星期，并且在1874年春天法国人从北圻撤出时被解散，但这证明了在北圻招募辅助士兵的可能性。
在越南维持长期辅助部队的做法是在交趾支那开创的，法国在1879年成立了一个团的安南步枪队（不同的称呼为tirailleurs annamites，tirailleurs saigonais或tirailleurs cochinchinois）
1883年至1885年期间，法国人在越南与黑旗军以及越南和中国军队进行了大量的交战。北圻远征军团的历任指挥官都以各种形式动用了北圻辅助部队。在1884年建立正规的北圻步枪队之前，布埃将军和孤拔海军上将于1883年下半年在北圻进行了本地辅助部队的实验。在1883年8月的战斗中，法国人使用了几百名黄旗军作为辅助人员来对抗黑旗军。黄旗军在一个名叫乔治-弗拉维阿诺斯的希腊冒险家的指挥下，曾在1873年参加过弗朗西斯-加尼尔的北圻远征，在Phủ Hoài战役（1883年8月15日）和Palan战役（1883年9月1日）中以短兵相接的方式作战，但在后一次交战后不久，由于他们不守纪律而被解散。
在山西战役中，由孤拔上将指挥的法国远征军纵队包括来自南圻的四个安南步兵连，每个连都隶属于一个海军陆战队步兵营。它还包括一支由800名北圻人组成的辅助部队，已经被称为北圻步枪队，由营长伯陶-莱维兰指挥。这些北圻辅兵中的许多人都是在秋季战役中与弗拉维阿诺斯一起作战的人，他们在黄旗营解散后设法重新入伍为法国服务。孤拔无法给这些北圻辅助兵配备法国连长，他们在12月14日的富沙和12月16日的山西战斗中几乎没有发挥任何作用。相比之下，在法国军官的指挥下作战的安南步兵连在攻占富沙堑壕时表现出色。
1884年2月，接替孤拔上将担任北圻远征军团司令的夏尔-泰奥多尔·米乐将军，对本土辅助部队的效用抱有坚定的信念。米乐认为，如果给本土编队配备足够数量的法国军官和军士，他们在行动中就会有效得多，而且不容易出现黄旗军表现出的违纪行为。为了验证他的理论，他将贝塔-勒维兰的北圻辅助部队组织成正规连队，每个连队由一名海军陆战队上尉指挥。有几个北圻步兵连参加了Bắc Ninh战役（1884年3月）和Hưng Hóa远征（1884年4月），而在1884年5月，远征军团已经有了1500名北圻辅兵。

## 建立与编制

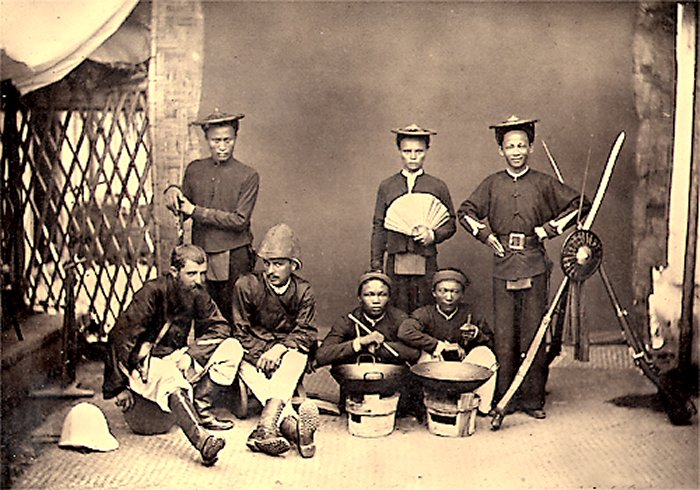
法国军官和北圻步枪队士兵, 1884年

在1884年3月和4月的战役中，他的北圻辅助部队的表现让他很受鼓舞，米乐决定通过建立两个北圻步兵团来正式确立他们的地位，每个团有3000人，组织成三个营，每个营有四个250人的连，由经验丰富的海军陆战队军官领导。这种模式几年前曾在南圻的安南步兵团中使用过。根据1884年5月12日的一项法令，米乐成立了第一和第二北圻步兵团。这两个团分别由德-马乌尔（Maussion）中校和伯杰（Berger）中校指挥，这两位老军官曾在布埃和孤拔的战役中表现出色，他们的六个组成营由汤诺（Tonnot）、约尔纳-德-拉卡莱（Jorna de Lacale）、拉丰（Lafont）、梅洛（Merlaud）、佩利蒂埃（Pelletier）和皮松（Pizon）等人指挥。
由于最初缺乏合格的海军陆战队步兵军官，这两个团并没有立即形成满员编制。然而，在整个1884年夏天，招募工作仍在继续，到10月30日，两个团都达到了3,000人的全员编制。
米乐将军为加速征兵采取的一个权宜之计是利用黑旗军的逃兵。1884年7月，在法军攻占兴化和宣光后，几百名黑旗军士兵投降，并向法军提供服务。米乐将军允许他们作为一个单独的连队加入北圻步枪团之一，他们被送到戴河上一个孤立的法国哨所，并被置于一个富有同情心的法国海军陆战队步兵军官博欣（Bohin）中尉的指挥之下。许多法国军官对米乐愿意信任黑旗军感到震惊，博欣从此被冠以 "死囚 "（ le condamné à mort）的称号。事实上，黑旗军对他的善待反应良好，并在几个月内表现出色，参加了对越南叛乱分子和土匪的多次扫荡。然而，在1884年12月25日晚上，他们带着武器、制服和装备集体开小差，向黑河进发。他们杀死了一名北圻中士，以防止他发出警报，但却留下博欣在床上安然入睡。看来，他们很可能是被中国军队在北圻的进展所影响，对法国的胜利失去了信心，决定重新加入黑旗军，当时正在参加围攻宣光的战斗。米乐的不幸试验没有被他的继任者布里埃尔-德莱尔将军（General Brière de l'Isle）所重复，法国人也没有进一步尝试将黑旗军士兵编入北圻步枪团。
德库尔西将军（General de Courcy）根据1885年7月28日的法令成立了第三个北圻步枪团，沃内将军（General Warnet）根据1886年2月19日的法令成立了第四个团。

## 战时服役与中法战争
1884年6月2日，法军纵队占领了宣光，北圻第一步枪团第8连（上尉迪亚，中尉古莱）是其中的一员。 该连还参加了1884年11月杜塞纳解救宣光的远征，在玉奥战役中参加了战斗。 [8]此后，作为宣光驻军的一部分，它在宣光围攻战（1884年11月至1885年3月）中与法国外籍军团的两个连一起作战，表现出色。
第一北圻步兵团第12连（布歇上尉，德尔莫特和巴蒂尔中尉）在Kep战役中在Bắc Lệ（1884年6月23日和24日）和Lam战役（1884年10月6日）中参与战斗。巴蒂尔中尉在lam战役中受了重伤，他的部下在没有领导的情况下，在前进的中国纵队面前撤退了。他们的撤退在法军防线的中央留下了一个严重的缺口，而这个缺口只有在一个步兵连偶然到来的情况下才得以填补。在战斗的后期，法军进行了反击，巴蒂尔的北圻人参加了最后的推进。
北圻第一步兵团第一连（德-博克斯内上尉）参加了豐谷戰役（1885年1月4日）。
第一北圻步兵团第一营（乔尔纳-德-拉卡莱营长）和第二北圻步兵团第一营（通诺营长）参加了谅山战役（1885年2月）。通诺的营在Bac Vie战役（1885年2月12日）中损失惨重。
北圻第二步枪团第一连（盖尔上尉）在同登战役（1885年2月23日）中参战 。
北圻步枪团第7连（格拉尼耶上尉，唐纳少尉）在华木战役（1885年3月2日）开始时侦察了中国人的战壕，在中国人的第一轮射击中伤亡惨重。唐纳少尉在这次战斗中受伤。
1885年4月18日，Fayn中尉的Dufoulon上尉的第1连，50人，在山西附近的Thai That击溃了一支由400名中国人、越南人和苗族人组成的土匪部队。这次交战发生在中法两国军队于4月4日达成初步和平协议后，中法两国在北圻的停火协议生效后的四天。法国军事当局广泛宣传了北圻步兵在这次交战中表现出的威力，并在4月26日发布的当天的命令中，由布瑞尔-德-伊尔将军进行了纪念。

## 清法战争后的历史

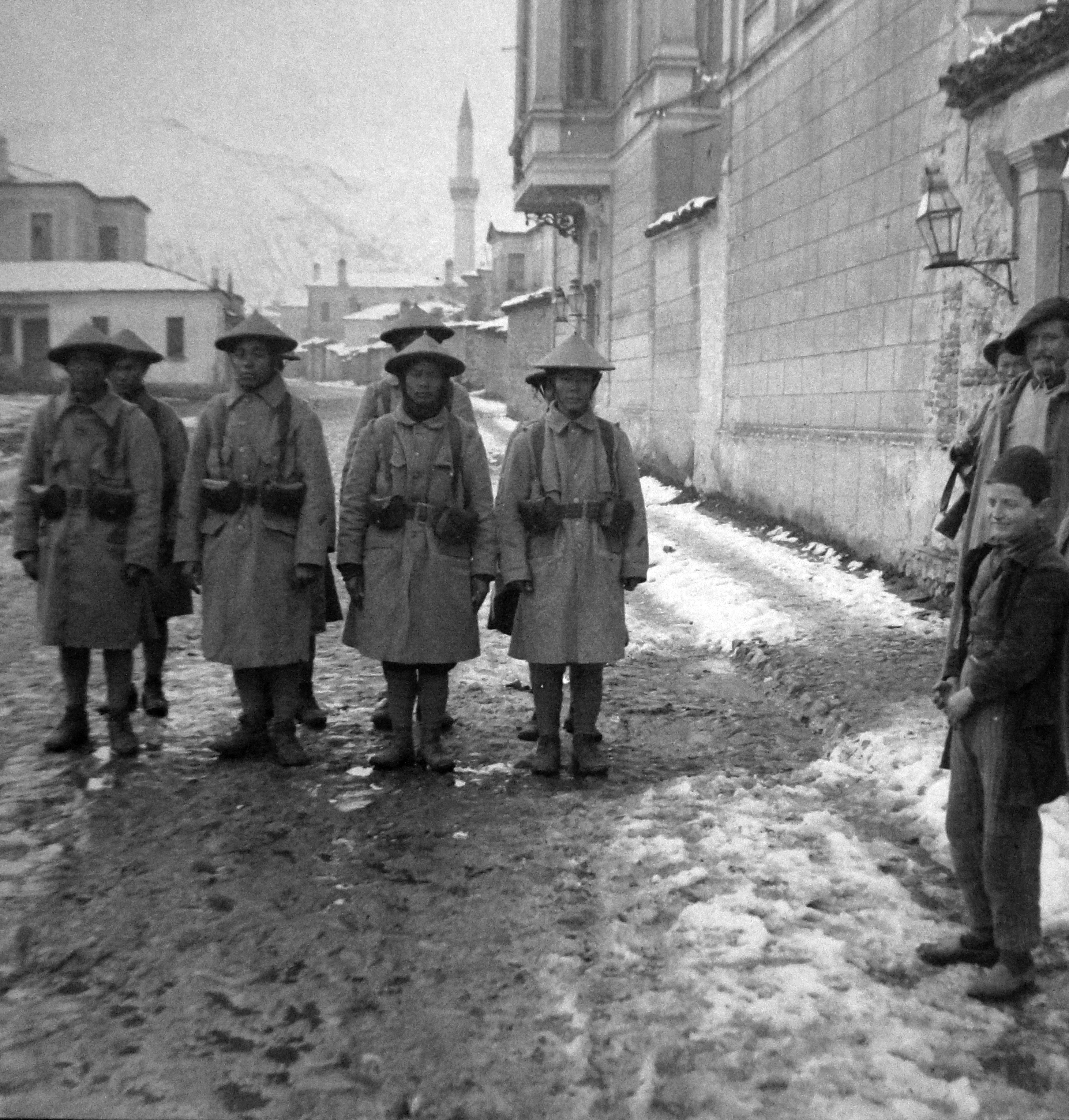
北圻步枪队在阿尔巴尼亚科尔察自治省, 1917年

在19世纪90年代和20世纪初，法属印度支那的土著步兵在今天的越南境内不断地打击海盗和土匪。由于对他们的可靠性存在无端的怀疑，北圻部队通常由法国殖民地步兵分队或外籍军团士兵陪同。1902年成立了北圻步兵第五团（5th R.T.T.），但在1908年被解散了。
第一次世界大战爆发后，许多北圻步兵团和安南步兵团的法国军官和士官被召回法国。一个北圻步兵营（6th B.T.I.）后来在西线凡尔登附近服役 。
1915年，北圻步兵第三团（3rd R.T.T.）的一个营被派往中国，在上海的法租界驻扎。1917年，留在法属印度支那的步兵团在泰阮镇压了一场本土宪兵队（Garde Indignene）的兵变。1918年8月，3个北圻步兵连组成了法国殖民地步兵营的一部分，作为俄国革命后盟军干预的一部分被派往西伯利亚。
北圻步兵团的四个团在两次世界大战之间继续存在，在印度支那、叙利亚（1920-21）、摩洛哥（1925-26）以及与泰国的边境冲突（1940-41）中服役。1930年2月9日，驻扎在Yên Bái的R.T.T.第4团的部分人员叛变，但被同一部队的忠诚部队镇压。1945年3月9日日本对印度支那的法国殖民政府发动政变后，所有六个北圻和安南步枪团都被解散了。虽然在随后的1946-54年法属印度支那战争中，大量的越南人在法国联合部队中服役，但他们被编入其他部队，印度支那步枪团没有重新建立。法国军队中最后一支印度支那部队是远东突击队（Le Commando d'Extreme-Orient），该部队约有200名越南人、高地民族、高棉人和侬族人，从1956年开始在阿尔及利亚服役，直到1960年6月被解散。

## 制服
直到第一次世界大战之前，北圻人的步枪团一直穿着仿照越南人服饰的制服。这些制服包括由清漆竹子制成的扁平斗笠、红色腰带和头巾。宽松的外衣和裤子通常是蓝色/黑色的棉布，尽管1900年后采用了卡其色版本的野战服。炮兵部队穿的是同样的制服，只是在徽章上有细微的差别，并且在夏季穿的时候还增加了白色的衣服。1912年，所有的骑兵部队都采用了锥形的带尖顶斗笠的制服。这种头盔一直佩戴到1931年被木髓帽取代。在同一时期，步兵团的制服被修改为符合法国殖民地步兵的标准卡其色操练，而独特的本土特征也消失了。